# Archidiecezja Lanzhou
Archidiecezja Lanzhou (łac. Archidioecesis Lanceuvensis, chiń. 天主教兰州总教区) – rzymskokatolicka archidiecezja ze stolicą w Lanzhou, w prowincji Gansu, w Chińskiej Republice Ludowej. Arcybiskupi Lanzhou są również metropolitami metropolii o tej samej nazwie.
Komunistyczny rząd chiński uznaje, że w Lanzhou jest stolicą jedynie diecezji.

## Sufraganie
Sufraganiami archidiecezji Lanzhou są diecezje:
- Pingliang
- Qinzhou

## Historia
21 czerwca 1878 z mocy decyzji Leona XIII erygowano wikariat apostolski Gansu. Dotychczas wierni z tych terenów należeli do wikariatu apostolskiego Shaanxi (obecnie diecezja Yan’an).
28 kwietnia 1905 z wikariatu apostolskiego Gansu wydzielono wikariat apostolski Południowego Gansu (obecnie diecezja Qinzhou). Tym samym omawiana jednostka zmieniła nazwę na wikariat apostolski Północnego Gansu.
8 marca 1922 nastąpiła kolejna zmiana nazwy na wikariat apostolski Zachodniego Gansu. Tego dnia do wikariatu powróciła część parafii z wikariatu apostolskiego Południowego Gansu.
3 grudnia 1924 wikariat apostolski Zachodniego Gansu zmienił nazwę na wikariat apostolski Lanchowfu.
14 lutego 1930 wikariat apostolski Lanchowfu utracił część terenów na rzecz nowo powstałej misji "sui iuris" Sinciangu (obecnie prefektura apostolska Sinciangu), a 4 lutego 1937 na rzecz prefektury apostolskiej Xiningu.
W wyniku reorganizacji chińskich struktur kościelnych, dokonanych przez Piusa XII bullą Quotidie Nos, 11 kwietnia 1946 wikariat apostolski Lanchowfu został podniesiony do godności archidiecezji i przyjął obecną nazwę.
Z 1950 pochodzą ostatnie pełne, oficjalne kościelne statystyki. Archidiecezja Lanzhou liczyła wtedy:
- 17 465 wiernych (0,4% społeczeństwa)
- 44 kapłanów (12 diecezjalnych i 32 zakonnych)
- 17 braci i 92 siostry zakonne
- 89 parafii.

Od zwycięstwa komunistów w chińskiej wojnie domowej w 1949 archidiecezja, podobnie jak cały prześladowany Kościół katolicki w Chinach, nie może normalnie działać. Nowe władze wygnały z kraju misjonarzy. Wśród nich był arcybiskup Lanzhou Niemiec Theodor Buddenbrock SVD, który do śmierci w 1959 zachował godność arcybiskupa. Jego pierwszy znany następca Chińczyk Philip Yang Libo 30 lat spędził w więzieniach lub w obozach pracy za odmowę wypowiedzenia wierności papieżowi.
Mimo szykan Kościół nadal działa, np. w 1989 w Ganquan, w katolickiej wsi, miejscowi katolicy z kamieni zbudowali kościół pw. Matki Bożej Chińskiej (poprzedni, zbudowany w 1937 kościół został zburzony). Dziś jest to miejsce pielgrzymkowe archidiecezji.
Podporządkowane władzom Patriotyczne Stowarzyszenie Katolików Chińskich nigdy nie mianowało w Lanzhou swojego biskupa.

## Archidiecezja obecnie
Obecnym arcybiskupem metropolitom Lanzhou od 2003 jest Joseph Han Zhihai. Uznawany jest za legalnego arcybiskupa przez Stolicę Apostolską. W 2009 komuniści uznali jego święcenia kapłańskie lecz nie uznali sakry biskupiej. Jednak abp Han Zhihai otwarcie pracuje w swoim arcybiskupstwie. Jest on współautorem książki Chrześcijaństwo i Kościół w Chińskiej Republice Ludowej.
Wierny papieżowi lecz nie uznawany przez władze ChRL Kościół podziemny jest aktywny.
Archidiecezja liczy 40 000 katolików, 38 kapłanów, 200 sióstr zakonnych ze Zgromadzenia Świętej Rodziny, Zgromadzenia Ducha Świętego i Zgromadzenia Córek NMP z Chin, 40 seminarzystów i 80 nowicjuszek. Posiada 38 kościołów.
W 2008 w miejscowości Songshu otwarto muzeum diecezjalne. Znajduje się ono w budynku byłego sierocińca znacjonalizowanego przez komunistów latach 50. XX w. i oddanego archidiecezji w 1980.
Archidiecezja prowadzi również sierociniec. Jest to o tyle istotne działanie, że na terenach wiejskich w wyniku polityki jednego dziecka i oczekiwaniu potomka płci męskiej zapewniającego utrzymanie rodziców na starość, porzucane są dziewczynki i dzieci niepełnosprawne.

## Biskupi

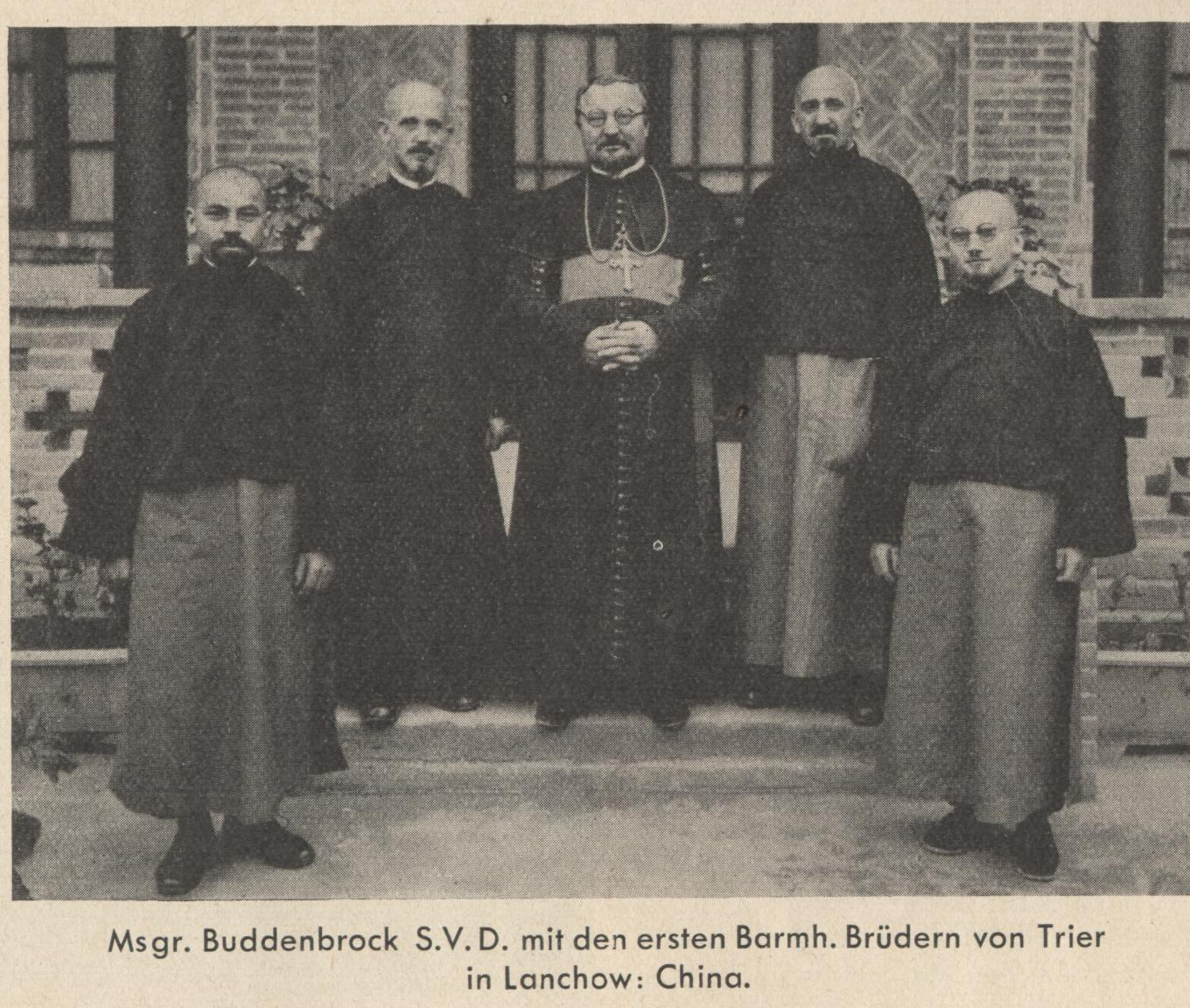
Bp Theodor Buddenbrock SVD (pośrodku) w 1933

### Wikariusze apostolscy Gansu
- Ferdinand Hubertus Hamer CICM[5] (21 czerwca 1878 - 30 sierpnia 1888) następnie mianowany wikariuszem apostolski Południowo-Zachodniej Mongolii
- Hubert Otto CICM[6] (20 czerwca 1890 - 28 kwietnia 1905)

### Wikariusze apostolscy Północnego Gansu
- Hubert Otto CICM (28 kwietnia 1905 - 14 stycznia 1918)
- Goffredo Frederix CICM[6] (5 marca 1920 - 8 marca 1922[7]) następnie mianowany wikariuszem apostolski Ningxia

### Wikariusz apostolski Zachodniego Gansu
- Theodor Buddenbrock SVD[8] (25 listopada 1924 - 3 grudnia 1924)

### Wikariusz apostolski Lanchowfu
- Theodor Buddenbrock SVD (3 grudnia 1924 - 11 kwietnia 1946)

### Arcybiskupi Lanzhou
- Theodor Buddenbrock SVD (11 kwietnia 1946 - 18 stycznia 1959)
- sede vacante (być może urząd arcybiskupi sprawowali duchowni Kościoła podziemnego)
- Philip Yang Libo (1981 – 15 lutego 1998)
- Joseph Han Zhihai (2003 - nadal)